# شط محب والسيالة
شط محب والسيالة أو السيالة هي إحدى قرى مركز دمياط التابع لمحافظة دمياط بجمهورية مصر العربية.

## التاريخ
قرية شط محب والسيالة من القرى الحديثة، وأصلها من توابع نواحي شطوط دمياط حتى فُصلت عنها سنة 1872م إداريًا، وفي سنة 1936م صدر قرار بفصلها عنها من الوجهة المالية، وبذلك أصبح شط محب والسيالة ناحية قائمة بذاتها. قال محمد أمين فكري في كتابه «جغرافية مصر»، عنها: «شطوط دمياط فمنها شط محب والسيالة عند دمياط من جهة الجنوب وشهرة أهل هذه الجهة بنسج الفوط والمحارم وملاءة الفرش وتكسبهم من ذلك ومن الزراعة».